# PeeringDB
PeeringDB es "una base de datos basada en web disponible en forma libre para aquellas redes que están interesado en realizar peering", la cual se ha convertido en la opción por defecto para encontrar datos sobre Peering de Internet.
Fue originalmente desarrollada por Richard Steenbergen, es gestionada por varios administradores (voluntarios). La información es obtenida por los datos proporcionados por los propios usuarios. Casi uno tercer de los ASNs, al menos parcialmente, registrar sus alternativas de interconexión en la base de datos.
Tradicionalmente una lista de potenciales socios para realizar peering habrían sido mantenidos por el punto de intercambio de Internet anfitrión o el datacenter, pero estas listas carecían de información importante como por ejemplo las políticas de peering y era difícil de mantener actualizada. Siendo una base de datos distribuida, fue también necesario para los peers consultar múltiples listas para establecer relaciones de peering. PeeringDB se ha convertido en la "primera parada cuando se decide donde y con quien realizar peering”.